# الهنو بن الأزد
الهَنْو بن الأَزد هو جد جاهلي أزدي عربي قديم أعقب عشرة أولاد وهم: حوالة، حجر، عوهى، النوب، افكة، يزيد، دهنة، برمئ، يرفئ ، ومنهم بنو حلس بن كنانة كانو سكان نهر الملك في العراق.

## النسب
الهنو هو ابن الأزد بن الغوث بن نبت بن مالك بن زيد بن كهلان بن سبأ بن يشجب بن يعرب بن قحطان.
واشتقاق الهنو من قولهم هنأت البعير أهنوه هنا إذا طليته بالقطران أو من هنأت الرجل أهنوه هنا إذا اعطيته ومثل من أمثالهم إنما سميت هانما لتهنأ أي لتعطي. 
 قال الشاعر عدي بن زيد التميمي:

## قبائل الهنو بن الأزد
- الهنو بن الأزد
  -     - الحَجْر[5]
      - بنو شهر
      - بنو عمرو
      - بنو الأسمر
      - بنو الأحمر

    - حوالة[6]
      - باقم[7]